# Lencsés Antal
Lencsés Antal (Lencsés József Antal, 1840-ig Lentscho, Rum, Vas vármegye, 1797. január 12. – Buda, 1844. március 2. után) gazdasági és természettudományi író, lapszerkesztő, a Georgikon tanára.

## Életpályája
Rumon született Lencsés András és Lendvay Borbála gyermekeként. Az 1819-20. tanévben a keszthelyi Georgikonban mint pristaldus végzett, majd a következő két évben segéd volt ugyanott és a földműves tanulóknak tanítójuk, az 1822-23. tanévben pedig a mezőgazdaság tanára. Ekkor működése a Georgikonban megszűnt, míg az 1834. február 3-án lemondott Rojkó tanár helyét nem foglalta el. Ettől fogva 1837. január 2-ig előadta az általános mezőgazdaságtant, számvitelt, természettant és földmívelési vegytant. Azután Budán élt szűk körülmények közt, mert Horvát Istvánhoz írt leveleiben gyakran kért segélyt. (1839. kéziratán így jegyzi magát alá: L. hajdani professor, most munkanélküli szegény beteges magyar író.) Az 1840-es években halt meg.
Költeményei a Sasban (1831-33), a Koszorúban (1833); cikkei a Tudományos Gyűjteményben (1822. XII. A korlátos ellenkező mondásokról), a Hasznos Mulatságokban (1828. A gabonanemek nem változhatnak el), az Ismertető a Gazdasági és Kereskedésben (1838. A zászpa, kökörcsin és más füvek ártalmáról, A kolompérlisztről és kolompérczukorról, A nemes kertészet egy jeles mesterkélése, 1839. Intés az erdő, mező, rét és legelő kiméléséről), a M. Gazdában (1841. A fenyőbukacz kiirtásáról).

## Munkái
- A természeti, gazdasági és mesterséges Esmeretek tára, melyet a két magyar testvérhaza számára a legjelesebb külföldi folyóirásokból, és remekmunkákból, a hazai természet vizsgálók, értelmes gazdák, és mesterség kedvellők tudósításaiból s értekezéseiből szerzettek és kiadtak Lánghy István és Lencsés Antal. Pest, 1829. (Hetenként kétszer jelent meg.)
- Az aranybánya, vagy a tapasztalt tanácsadó a városi, és magányos falusi csendben élő gazdák, és gazdaasszonyok számára, mely azon megbizonyodott közhasznú oktatásoknak, utmutatásoknak és eszközöknek tellyes gyűjteményéből áll, mellyeknél fogva a konyhában, pinczében, kertben, élelemtárban, istállóban: ugy nem különben a mezőn, a mosásnál, és több más hasonló foglalatosságnál kiki oly becsülettel, és haszonnal foglalatoskodhatik, hogy házi és mezei gazdaságát annak minden ágazataiban kivánt jó állapotban tarthatja. Németül öszvegyűjtötte Wigand Otto, magyarázta ... Uo. 1829-30. 12 füzet. (Zádor Elekkel együtt. Ujabb kiadása. Uo. 1835. két köte.)
- Értekezés a gyapjúnak hasznos és káros tulajdonságairól s azoknak külső és belső szerző okairól; úgy nemkülönben a gyapjú mosásáról, nyiréséről, mennyiségéről és eladásáról. Dr. Sturm és más jeles természetvizsgáló gazdák szerint. Uo. 1830.
- Jó foganatú szerek és eszközök, melyek mind városban, mind falun a házi, kerti és mezei ártalmas férgeknek, bogaraknak és más egyéb kártékony állatoknak kevés költséggel és könnyű móddal való elhárítására és kiirtására szolgálnak. Brandt József után magyarázta és hazai kerületeinkben alkalmaztatta. Uo. 1831. Rézmetszettel.
- Magyarország szőlőmiveléséről való vizsgálódások vagy tapasztaláson épült oktatások ezen fontos gazdasági ágazatnak lehető jobbitására, mint részbeli megfejtése egy jutalom kérdésnek. Magyarázta... Uo. 1831.
- Biztos időpróféta, vagy rövid utmutatás a jövendő időjárást előre látni. Hasznos kézikönyv a gazdák, polgárok, kézművesek, utazók, s egyáltalján mindazok számára, a kik az időjárást foglalatosságaik elintézésére előre sejteni kivánják. Spiess J. S. után. Uo. 1831.
- Tapasztalt téli tanácsadó, vagy is: tapasztaláson épült oktatás, miként kell a téli házi s mezei gazdasági szükséget legkönnyebb s legolcsóbb módon kielégíteni s némely téli foglalatosságokat űzni. A legközhasznubb munkákból szerkesztette. Uo. 1832.
- A tisztelkedés mestersége, vagy: utmutatás, miként kell az embernek a társaságokban, s az élet külömbféle környületeiben magát illendően, csinosan és udvariasan viselnie; delin beszélnie, értekeznie és mulatnia, egy bokrétával és egy nefelejts koszorúval párosítva. Uo. 1832.
- A természet és művészet remekei földvilágunk körében, vagy az alkotó szellem csudamívei. Uo. 1832. Három rézre metszett rajzzal.
- Házassági grammatika vagy asszonyokkal való szerencsés élet mestersége azon főrendszabásokkal együtt, melyek előterjesztik, miként kell a hölgygyel vagy feleséggel bánni, hogy ő még az újj vagy szem intésére is engedelmeskedjék, s egyáltalán oly szelid legyen mint a bárány. Uo. 1832.
- Mezei jószág, avagy utmutatás azon gazdasági közönséges alaptételeknek, melyekre valamely gazdának jószág átvételénél figyelni kell, a mezei jószágnak kiválasztására s annak megbecsülésére, a reménylendő hasznokra, jussokra és terhekre nézve. Ugy nemkülönben a kibérlésekről, s azoknak hasznairól, s kárairól, sok évi tapasztalások szerint. Leibitzer János német munkájából fordította ... Uo. 1832.
- Mulatságos sokféle. Örüljetek az életnek! Vagy: nevessünk és vigadjunk! Köztanácsadó a társaságos öröméletre, tréfa és nevetségtár, az unalmas téli estékre, és a bús órák felviditására. Minden vidám barátnak és barátnénak, s a kik ilyenek akarnak lenni, szivesen ajánlva. Mulattató anekdoták, tréfás kérdések, s azoknak megfejtése, társaságos játékok, virággal való, vagy bokrétabeszéd, s különbféle vigan és komolyan mulattató versek és mesék. Irta Ligeti Vidor. Uo. 1832. (Németből ford.)
- Az okos csudafi, vagy: tapasztalt köztanácsadó mindennemű állapot számára. Gazdaság-mesterségi tapasztalatok tára, melyben a gyakorlati kézműség-, házi gazdaság-, egészség- és keresetesméret készítményei foglaltatnak: a művészet, fényelgés és kereskedés tárgyai. Uo. 1832-33. Hat füzet. (2. kiadás. Uo. 1838. Két kötet.)
- Vidorfi heverdelnapja a gondűző és olykor hasznos olvasást kedvellőknek. Uo. 1833.
- Ezer egy éjszaka. Arab regék. Uo. 1833-34. (Ford. a 13-16. füzetet.)
- A helyes emésztésnek és has bajaitól való megmenekedésnek mestersége. Saját észrevételeivel toldva Vaillant F. után németből magyarázta. Uo. 1833.
- Dissertatio de lue bovilla, quae nunc in Hungaria late patente horridum suum virus cum ingenti damno dominorum ac colonorum fere pari in et extensione in pecus cornutum exerit. Uo. 1836.
- A kis selyem dalnok, utmutatás a kanári veréb tenyésztésére, ápolására és tanítására. Uo. 1838.

Kéziratai a Magyar Nemzeti Múzeumban: Értekezés a keszthelyi Georgiconról. Pest, 1823. 4rét 7 levél; Próbatételekre felvett tételei a keszthelyi Georgiconban, 5 darab; Örömdal Horvát Istvánhoz 1836. decz. 25. és 1838. aug. 28. L. I. alájegyzéssel; Örömzaj 1839. aug. 20. Horvát István névünnepén; levelei Horvát Istvánhoz: Buda 1838. febr. 15., aug. 30., 1839. jan. 1., 1843. jan. 1. és Pest, 1844. aug. 20.